# Partido dos Trabalhadores
Der Partido dos Trabalhadores (PT, deutsch Partei der Arbeiter, umgangssprachlich deutsch auch Arbeiterpartei) ist eine linksorientierte politische Partei in Brasilien. Die Partei hat ihre Wurzeln in der Arbeiter- und Gewerkschaftsbewegung. Heute vertritt sie einen gemäßigt linken, sozialdemokratischen Kurs. Die Partei wird auch dem sogenannten Dritten Weg zugeordnet.
Die Partei stellte von 2003 bis 2016 den Präsidenten Brasiliens, zunächst mit Luiz Inácio Lula da Silva (2003–2010) und danach mit Dilma Rousseff (2011–2016). Seit 2023 ist Lula erneut Präsident. Sie stellt außerdem mehrere Gouverneure brasilianischer Bundesstaaten und ist bei Parlamentswahlen regelmäßig eine der größten Parteien. Vorsitzende der Partei ist seit Juni 2017 Gleisi Hoffmann.

## Geschichte

### Gründung
Die Partei wurde zu Zeiten der Militärdiktatur am 10. Februar 1980 in São Paulo als Zusammenschluss von Gewerkschaftsmitgliedern, damals unter der Führung des späteren Präsidenten Lula da Silva, gegründet. Daneben beteiligten sich linke, befreiungstheologisch und ökologisch orientierte Gruppen und Einzelpersonen. Als Konsens innerhalb der Partei galt ein Sozialismus oder demokratischer Sozialismus. Neben der undogmatisch Linken gibt es auch kommunistische und trotzkistische Strömungen innerhalb der Partei. Durch ihren Einsatz in der Gewerkschaftsbewegung (vgl. Central Única dos Trabalhadores) hat der PT viele Mitglieder aus diesen Reihen gewonnen. Auf dem Lande wurde der PT durch seinen Einsatz für Landreformen für Bauern und andere, die sich dort engagierten, interessant (vgl. Landpastoral Comissão Pastoral da Terra/CPT und Movimento dos sem terra/MST).

### Aufstieg der Partei
Bis in die Mitte der 1990er Jahre hat sich der PT vorwiegend in der Opposition betätigt und ging selten Bündnisse mit anderen Parteien ein. Im Gegensatz zu anderen Parteien Brasiliens, die oft eher Wahlvereine mit stark wechselnder Mitgliedschaft sind, hat er dabei ein eigenes linkes Profil im Sinne westeuropäischer Parteien entwickelt.
Seinen ersten großen Wahlerfolg errang der PT 1988 in Porto Alegre mit der Wahl von Olivio Dutra zum Bürgermeister. Seit 16 Jahren ist der PT dort wieder gewählt worden und führend in der Stadtverwaltung, allerdings immer im Rahmen einer Koalition. Mit der Einführung des Beteiligungshaushalts (Orçamento Participativo) setzte die Partei in Brasilien kommunalpolitische Maßstäbe. Viele Städte, auch solche, die nicht von dem PT regiert wurden, übernahmen das Modell.
Schon in den 1990er Jahren gewann der PT viele Kommunalwahlen, insbesondere in Großstädten wie Fortaleza, São Paulo, Belo Horizonte, Recife, Belém, Brasília. In Mato Grosso do Sul stellte der PT den Gouverneur.
Mit Stand August 2022 zählte die Partei 1.631.322 Mitglieder, davon in dem als Hochburg geltenden Bundesstaat São Paulo allein 376.139 Mitglieder (rund 23,1 %), gefolgt vom Bundesstaat Minas Gerais mit 168.747 Mitgliedern (rund 10,3 %), Rio Grande do Sul mit 134.688 (rund 8,3 %) und dem Bundesstaat Rio de Janeiro mit 113.452 Mitgliedern (rund 6,96 %).

### Interne Auseinandersetzungen
Nach der parlamentarischen Abstimmung über die Verfassungsänderung zur Rentenreform im Dezember 2003 wurden die Senatorin Heloísa Helena und die Mitglieder der Abgeordnetenkammer Babá, João Fontes und Luciana Genro, welche zum linken Parteiflügel gehörten, aus der Partei ausgeschlossen, da sie ihre Zustimmung zu der ihrer Meinung nach neoliberalen Rentenreform verweigerten. Ihnen schlossen sich weitere PT-Mitglieder, darunter einige ehemalige Abgeordnete und Gründungsmitglieder, an. Viele von ihnen schlossen sich gemeinsam mit anderen Linken zu dem neuen Projekt Partido Socialismo e Liberdade (P-SOL) zusammen. Die Mehrheit des linken Flügels der Partei, unter ihnen das Regierungsmitglied Miguel Rosseto, verblieben in der Partei und tragen die Regierungspolitik mit.
Im September 2005 traten im Zuge des Mensalão (s. u.) genannten Schmiergeldskandals zusammen mit hunderten, teilweise langjährigen Parteimitgliedern, fünf Abgeordnete vom linken Parteiflügel und die innerparteiliche Strömung Ação Popular Socialista zur P-SOL über.

### Regierungsverantwortung
Mit der Übernahme von Regierungspositionen auf kommunaler, regionaler und schließlich auch Bundesebene, setzte sich zunehmend die sozialdemokratische Richtung durch. Kritiker innerhalb und außerhalb der Partei werfen ihr dies nun mitunter vor, nachdem der PT in den 1980er und 1990er Jahren insbesondere von den Medien Brasiliens als linksextremistisch oder kommunistisch diffamiert wurde.

#### Regierung Lula
Lula da Silva wurde 2002 im 4. Anlauf direkt zum Präsidenten und damit Regierungschef Brasiliens gewählt und bildete eine Koalitionsregierung mit mehreren anderen Parteien. Neben der wirtschaftlichen Stabilisierung des Landes, ein Vorhaben, das gut gelang, werden soziale Verbesserungen wie das Null-Hunger-Programm (Fome Zero), das Programm Bolsa Família und die Landreform als wichtig gesehen. Kritiker, z. B. die Landlosenbewegung MST, werfen der Regierung und damit auch dem PT vor, dass sie ihre eigentlichen Ziele aus den Augen verliere. Nach den Wahlen 2006 war der PT mit 15 % die stimmenstärkste Partei im Nationalkongress (Congresso Nacional). Lula war bis 2010 Präsident.

#### Regierung Rousseff
Die Präsidentschaftswahlen 2010 gewann mit Dilma Rousseff auch eine Politikerin des PT. Sie wurde 2014 wiedergewählt und trat ihre 2. Amtszeit 2015 an. Der Bundessenat suspendierte sie am 12. Mai für sechs Monate von ihrem Amt. Am 31. August 2016 beschloss er ihre Amtsenthebung.

## Kritik und Skandale
Der PT ist nicht die einzige, aber mit Abstand die erfolgreichste linke Partei des Landes. Bei den meisten Wahlen und Stichwahlen stehen sich ein Kandidat des PT und einer liberalen oder bürgerlichen Partei gegenüber. Die politische Orientierung und der Erfolg machen den PT auf Seiten der bürgerlichen Schicht des Landes zu einem Feindbild. Hinzu kommen parteiinterne Auseinandersetzungen und mehrere Korruptionsaffären.
Politiker der PT waren auch beteiligt an der Korruptionsaffäre Operation Lava Jato.

### Plano Safra Legal
Im Jahr 2005 wurde bekannt, dass im Bundesstaat Pará illegal Genehmigungen für das Fällen von über 220.000 Kubikmetern Regenwaldholz durch Mitglieder des PT ausgestellt wurden. Die Einnahmen und die Gegenleistungen der Begünstigten wurden dazu benutzt, PT-Kandidaten im Wahlkampf zu helfen.

### Gekauftes Dossier
Im August 2006 wurden Berater von Präsident Lula und der Parteiführung mit einem Koffer mit 1.715.800 Reais Bargeld (ca. 800.000 Euro) in einem Hotel festgenommen. Sie hatten versucht, ein Dossier mit Insiderinformationen über José Serra, den Kandidaten des Partido da Social Democracia Brasileira im Wahlkampf um den Gouverneursposten in Sao Paulo, zu kaufen. Vor dem Kauf hatte die Parteiführung bereits mehreren Zeitungen diese Informationen angeboten, die mit Fotos und Videoaufnahmen die Verwicklung Serras in einen Korruptionsfall beweisen sollten. Das Dossier beinhaltete aber lediglich bereits bekannte Banalitäten, so dass sich die Arbeiterpartei neben einem weiteren Skandal auch noch den Spott der Öffentlichkeit zuzog. Nach Auffliegen des Skandals entließ Präsident Lula die verwickelten Parteifunktionäre; auch der Vorsitzende der brasilianischen Zentralbank und der Parteivorsitzende und vormalige Wahlkampfchef Lulas Ricardo Berzoini verloren ihre Posten. Lula selbst besteht auf dem freien Handeln seiner Berater und Parteikollegen und bestreitet jedes Mitwissen.

## Symbole
Das Symbol der Partei ist der fünfzackige rote Stern mit dem Schriftzug PT in Weiß, ihre Flagge die Umkehrung dieser Farben. Bei Wahlen in Brasilien werden ihre Kandidaten durch die Zahl 13 identifiziert. Ihre Anhänger werden nach dem Akronym der Partei petistas genannt.

## Parteimitglieder (Auswahl)
- Ricardo Berzoini, ehemaliger Parteipräsident
- José Dirceu, ehemaliger Stabschef
- Paulo Freire, Pädagoge und Autor
- José Genoíno, ehemaliger Parteivorsitzender, durch Korruptionsskandal gestürzt
- Fernando Haddad, Vizepräsidentschaftskandidat bei den Wahlen in Brasilien 2018
- Luiz Inácio Lula da Silva, Präsident Brasiliens, Gründungsmitglied
- Chico Mendes, 1988 ermordeter Gewerkschaftsführer der Kautschukzapfer
- Antonio Palocci, ehemaliger Finanzminister, durch Korruptionsskandal gestürzt
- Marta Suplicy, Tourismusministerin, vorher Bürgermeisterin São Paulos
- Dilma Rousseff, ehemalige Präsidentin Brasiliens
- Tião Viana, Gouverneur von Acre

### Kommentierte Bibliografie
- Carlos Henrique Metidieri Menegozzo: Partido dos Trabalhadores. Bibliografia Comentada (1978–2002). (= Cadernos Perseu. 1). Editora Fundação Perseu Abramo, São Paulo 2013, ISBN 978-85-7643-194-7 (PDF; 2,29 MB; portugiesisch)